# 映画倫理機構
一般財団法人映画倫理機構（えいがりんりきこう、英: Film Classification and Rating Organization）は、主に日本国内で劇場公開される映画作品の内容を審査し、レイティング設定を行う日本の一般財団法人である。略称は映倫（えいりん）。
1949年（昭和24年）に設立された映画倫理規程管理委員会（通称「旧映倫」）を基礎に、1956年（昭和31年）に新たに設立された映画倫理管理委員会（通称「新映倫」）を2009年（平成21年）に改称した任意団体・映画倫理委員会を前身とし、2017年（平成29年）に設立された。
外国映画でモーション・ピクチャー・アソシエーション（MPA）などの認証を受けている場合でも、日本国内で上映する場合は映倫の審査が必要であり、映画にも映倫マークが表示される。MPAなどのマークは国内では効力は無いが、特に削除されること無く上映されている。

## 歴史
1945年（昭和20年）の終戦以降、日本国内における映画の検閲は連合国軍総司令部（GHQ）が行っていたが、やがてGHQは映画界に対しても自主的な審査機関の設置を示唆してきた。その後、1949年（昭和24年）に「映画倫理規程」が制定され、この実施・管理のため業界内部組織として「映画倫理規程管理委員会」（旧映倫）が発足した。同年4月14日、永田雅一を同委員会代表に、野田高梧、山崎修一、初田敬、小林勝、長江道太郎らが委員となって発足。
当初は国家及び社会、法律、宗教、教育、風俗、性、残酷醜汚の7項目を触れない映画作りを目的とした組織であった。
それまでの日本映画では民間検閲支隊（CCD）の検閲による認証番号がメインタイトルに映し出されていたが、「映画倫理規程管理委員会」の発足によって新たに映倫番号と映倫マークが制定され、映画作品のメインタイトルに映し出されるようになった。
1951年（昭和26年）1月、従来の日本映画製作者連盟（映連）会長兼任から学識経験者を委員長として専任することになり、元東宝社長・法学士の渡辺銕蔵が2代目委員長に就任した。
1956年（昭和31年）に、若者の享楽的な風俗を描いた、石原慎太郎原作の映画『太陽の季節』および『処刑の部屋』が公開。文学の観念性が除去され、直情的な行動のみを描き出した作品は、各地で18歳未満（17歳以下）の者の観覧が条例（青少年健全育成条例）によって禁止される社会問題となり、映画の配給を認めた映倫にも批判が及んだ、その反省を受けて委員を外部の有識者に委嘱し、運営を映画界から切り離す組織改編が行われ、同年12月に新たな表現の自主規制機関となる「映画倫理管理委員会」（新映倫）が発足した。
2009年（平成21年）4月23日に「映画倫理規程」に代わり「映画倫理綱領」が制定され、同時に委員会の名称も「映画倫理委員会」に改められた。また、年齢層に対応して推薦する映画を選定するため、映画倫理委員会委員長の諮問機関として「年少者映画審議会」が設置された。全国興行生活衛生同業組合連合会（全興連）に加盟する映画館は、映倫の審査した作品のみを上映することになっている。
2017年（平成29年）、任意団体としての映画倫理委員会は解散し、4月1日より新たに設立された一般財団法人「映画倫理機構」に業務を移管した。審査は同機構内に新たに設けられた「映画倫理委員会」が引き続き行うことになった。

### 年表
- 1949年4月 - 「映画倫理規程」制定、映画倫理規程管理委員会（旧映倫）発足。
- 1956年12月 - 映画倫理管理委員会（新映倫）が発足。
- 1972年9月 - 日活ロマンポルノ事件が発生、映画審査をした映倫が「猥褻図画公然陳列幇助罪」で問われるも、裁判で無罪判決が確定。
- 2009年4月23日 - 「映画倫理綱領」制定、「映画倫理委員会」と改称。
- 2017年4月1日 - 「映画倫理機構」として一般財団法人化。

## 委員会組織
委員長
濱田純一（東京大学名誉教授）
副委員長
吉永みち子（文筆業）
委員
吉國浩二（事業構想大学院大学副学長）
別所哲也（「ショートショート フィルムフェスティバル&アジア」代表/創設者）
升本喜郎（弁護士）
審査員
8名
歴代委員長
|   | 氏名     | 在職期間        |
| - | -------- | --------------- |
| 1 | 永田雅一 | 1949年 - 1950年 |
| 2 | 渡辺銕蔵 | 1951年 - 1956年 |

|   | 氏名       | 在職期間        |
| - | ---------- | --------------- |
| 1 | 高橋誠一郎 | 1957年 - 1978年 |
| 2 | 有光次郎   | 1978年 - 1990年 |
| 3 | 清水英夫   | 1990年 - 2009年 |
| 4 | 大木圭之介 | 2009年 - 2017年 |
| 5 | 濱田純一   | 2017年 - 現職   |

## 審査

### 倫理基準
レイティングは主にアメリカの倫理基準を参考にした独自のものであり、申請者は審査結果に異議がある場合は再審査を請求できる。区分には、G（年齢にかかわらず誰でも観覧できる）、PG12（12歳未満の年少者の観覧には、親または保護者の助言・指導が必要）、R15+（15歳以上のみ対象）、R18+（18歳以上のみ対象）の4種類があり、2009年より色分け表示が導入された。
規程では質の批評は行わないことになっているものの、基準には時代の流れが反映される。例として、1990年代前半には『美しき諍い女』により性表現が、1990年代後半から2000年代は『バトル・ロワイアル』を始めとした暴力表現や『スワロウテイル』など反社会的勢力の表現が規制の対象になった。
DVD作品やゲームソフトなどの審査は別団体が行うが、経済産業省の指導により2006年（平成18年）7月に映像コンテンツ倫理連絡会議が設置され、日本ビデオ倫理協会（NEVA、ビデ倫）、コンピュータソフトウェア倫理機構（EOCS、ソフ倫）、コンピュータエンターテインメント協会（CESA）、コンピュータエンターテインメントレーティング機構（CERO）、日本アミューズメントマシン工業協会（JAMMA）とともにレイティングの審査基準・表示の統一化を検討している。

### 映倫マーク
日本国内で制作・上映される映画作品の内容を審査し、パスしたものについては映画本編（予告編含む）の題名もしくは最後の右下（左下の場合あり）に「映倫マーク」（楕円形の中に「映倫」の文字と、審査番号が記されたもの）を表示することができる。表示された作品について、映倫は審査の責任を負う。審査を通過できなかった、あるいは受けていない作品が映倫マークを使用することは許されない。
映画倫理規程制定以前に製作・封切りされた作品（サイレント映画は除く）でも、映画館でのリバイバル上映の際に、内容の審査が入り、「映倫マーク」が適用されることがある。

### わいせつ基準の緩和
2008年（平成20年）に出されたメイプルソープ事件の最高裁判決により、芸術作品における刑法上のわいせつ判断基準が緩和され、それに伴い映倫基準も以下のように緩和された。
1. 外国文化尊重の観点から、洋画に限られる。
2. 海外で芸術的評価を受けている描写、または医学的な描写、性教育目的の学術的描写等の正当な理由があること。
3. 露骨な描写ではないこと（アップにしないなど）。
4. 静止画像ではないこと。
5. セックスシーンではないこと。
6. 未成年者に配慮し、R指定とすること。

上記の要件を満たせばヘアのみならず性器であってもモザイク等の修正処理を施さなくてもよいとされ、性器が無修正で描写されている作品が多数上映されている。男性器が描写されている例としては、『jackass number two』や『ベティ・ブルー』等が、女性器が描写されている例としては、『愛についてのキンゼイ・レポート』、『クリムト』等がある。多くはいわゆる芸術映画であるが、『jackass number two』のような娯楽作品でも性器の無修正描写が許可されており、その基準は不明確なものとなっている。

## 問題点

### 審査委員
委員の平均年齢が60歳以上、近年まで女性が委員に起用されなかったことなど、審査体制が時代にそぐわなくなっていることが度々指摘されている。

### 審査基準
規制基準の不透明性が指摘されている。
前述のように猥褻とされる基準が曖昧である。
2022年5月18日、映倫は公式Twitterアカウントを通じて「映倫は表現の自由を守るためにあるもので、脚本やプロットの段階で審査を拒否することはない。もし拒否した場合は検閲となってしまう。」と発言し、「申請者から提出された脚本に対して、『このような表現をしたら【R15+】区分となる』[中略]といった打ち合わせを申請者と行っている」と説明している。映倫は具体的な作品名について言及していないものの、複数のウェブメディアは同日Twitter上で告知が行われたホラー映画『オカムロさん』のキャッチコピーに「プロット段階で映倫が審査拒否と上映禁止警告を受けた」と記されていたことをうけて映倫がこの発言をしたと一部メディアから推測されている。
邦画の場合は完成前に提出された脚本などをチェックする「シナリオ審査」により想定されるレーティングを伝え助言を行っているが、2020年公開の『劇場版「メイドインアビス 深き魂の黎明」』では当初PG12での公開を予定し前売り券を販売していたが、公開前に映倫が最終審査でR15+に変更したため、製作委員会は前売り券を購入した15歳未満に対しチケット代を返金することとなった。

### 制度の整備
2007年（平成19年）4月に公開された『バベル』で、観客が点滅映像により光過敏性発作を起こした際には、映像技法の審査の不備が、同じく同月公開の『ツォツィ』のR-15指定を巡り再審査が却下された際には、再審査に関し成文化されたルールが未整備であることが問題となった。